# Rosa 'Duchesse de Montebello'
Rosa 'Duchesse de Montebello' — сорт роз, относится к классам Гибриды розы Китайской, Гибриды розы Галлика.
'Duchesse de Montebello' используется в качестве декоративного садового растения. Является одним из предков многих современных роз.
Сорт назван в честь Louise Antoinette Scholastique Guéheneuc, герцогини Монтебелло, жены маршала Франции Жан Ланна.
Классификация 'Duchesse de Montebello' запутана. Создатель сорта, Jean Laffay, представил её, как «Rosier de Bengale», в современной классификации гибрид розы Китайской. Отдельные черты позволяют отнести её к гибридам розы Галлика. Некоторые авторы классифицируют её, как розу альба или центифолию. Также высказываются предположения что 'Duchesse de Montebello' является результатом скрещивания между старыми европейскими и нуазетовыми розами. Некоторые авторы выражают сомнение в соответствии реализуемого в настоящее время сорта розе созданной Jean Laffay в 1824 году.

## Биологическое описание
Куст высотой 100—160 см, ширина до 90 см.
Листья светло-серо-зелёные.
Цветки махровые, светло-кораллово-розовые.
Аромат сильный.
Лепестков 26—40.
Цветение однократное, раннее по сравнению с другими гибридами розы Галлика.

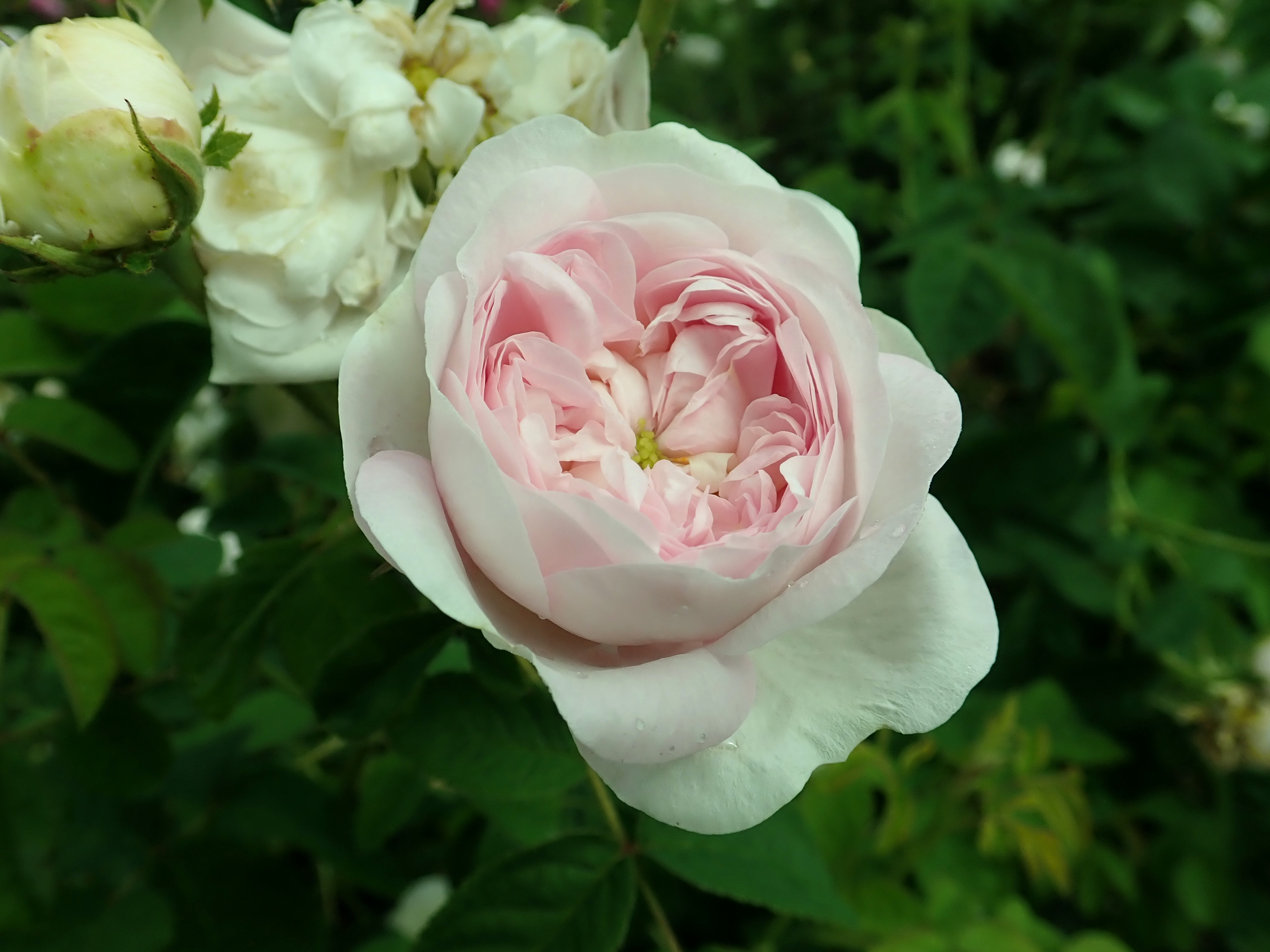
'Duchesse de Montebello'
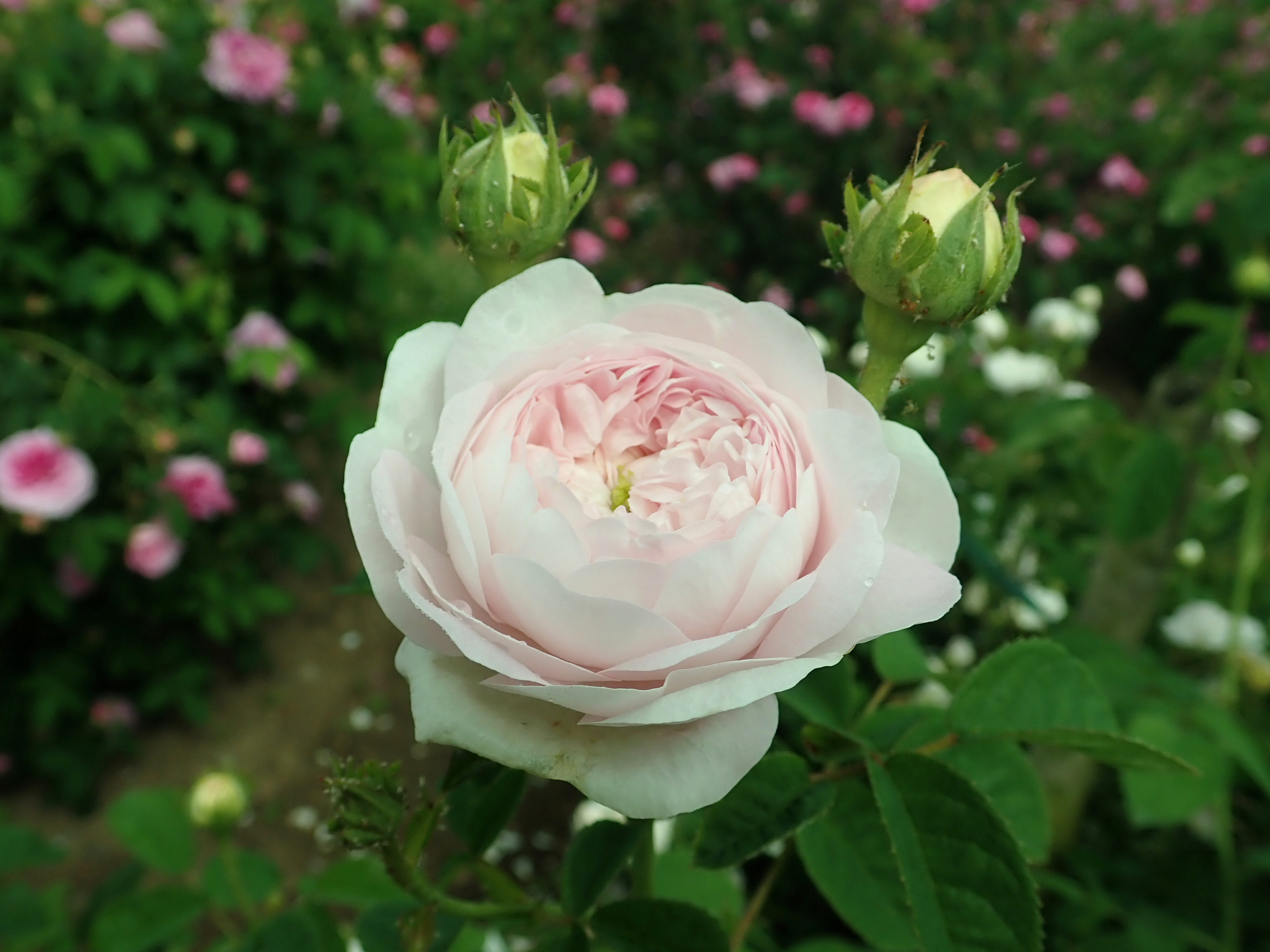
'Duchesse de Montebello'
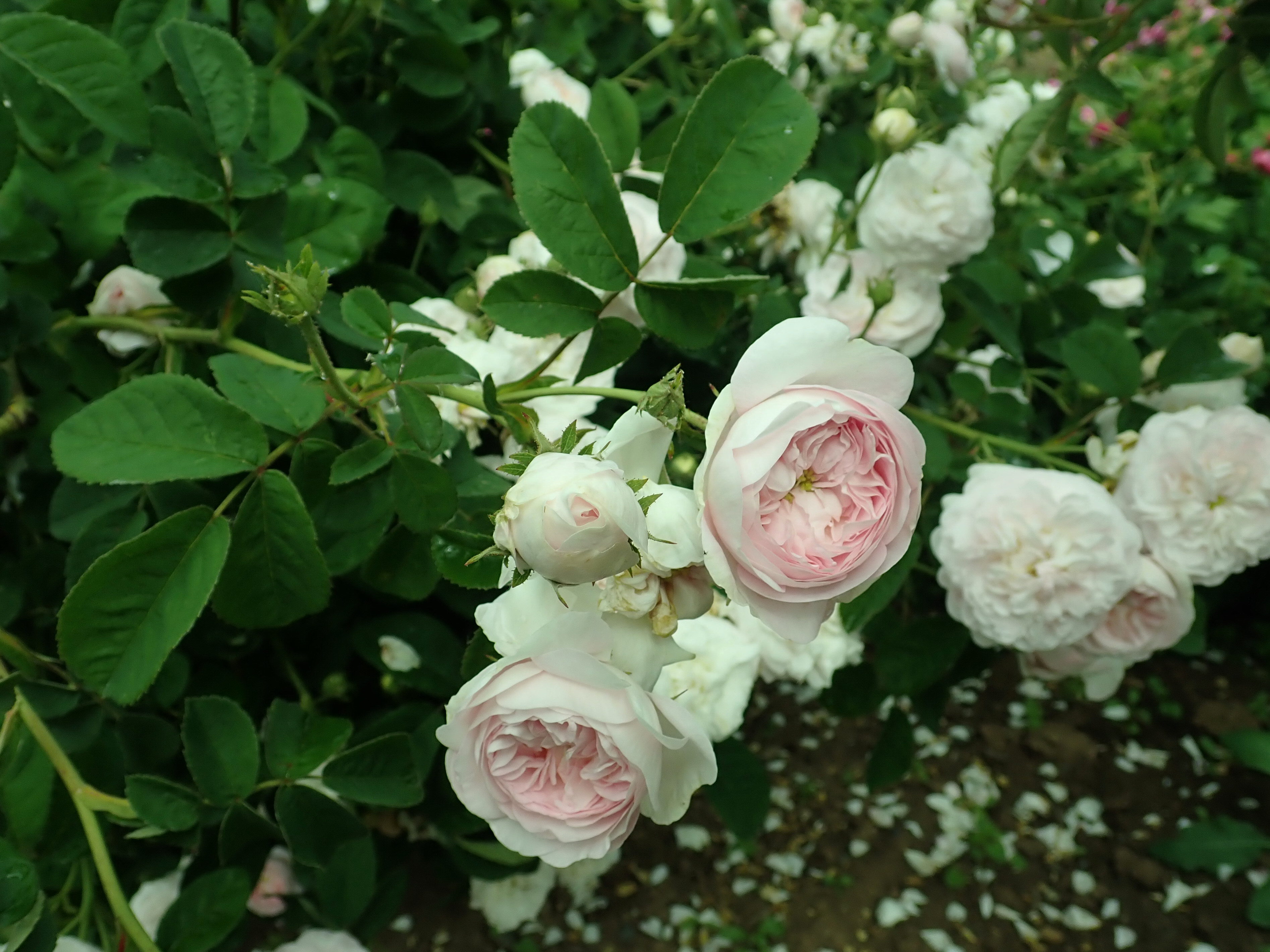
'Duchesse de Montebello'

## В культуре
Зоны морозостойкости: 4b—8b.
Шведское общество любителей роз рекомендует 'Duchesse de Montebello' для севера Швеции.

## Болезни и вредители
Устойчивость к болезням высокая.